# Ciampino Anni Nuovi Calcio a 5
Il Ciampino Anni Nuovi Calcio a 5 è stata una squadra italiana di calcio a 5 con sede a Ciampino.

## Storia
Fondata nel 1990, entra nel panorama nazionale solo nel 2014 quando riesce a vincere la Serie C1 regionale. Dopo due stagioni di Serie B viene ripescata nella categoria superiore, disputando ben 5 stagioni. Nel 2021 si fonde con l'Aniene dando vita al Ciampino Aniene AnniNuovi Calcio a 5.

## Palmarès
- Coppa Italia regionale: 1

2013-14